# Liberia Ship Corporate Registry Football Club
Maillots
Actualités
Liberia Ship Corporate Registry Football Club (souvent dénommé LISCR FC) est un club libérien de football, basé à Monrovia, la capitale du pays. Fondé en 1995, il a remporté cinq Coupes, cinq Supercoupes et trois titres de champions du Liberia.

## Palmarès
- Liberian Premier League
  - Vainqueur : 2011, 2012, 2017, 2023

- Coupe du Liberia
  - Vainqueur : 2004, 2005, 2017, 2019, 2022, 2023
  - Finaliste : 2007 et 2018

- Supercoupe du Liberia
  - Vainqueur : 2004, 2011, 2012, 2017, 2019, 2022, 2023
  - Finaliste : 2018

## Grands joueurs
- Patrick Wleh
- Theo Lewis Weeks